# Španjolski jezik
Španjolski jezik (español) romanski je jezik i jedan od pet velikih svjetskih jezika. Jedan je od službenih jezika Ujedinjenih naroda. Španjolskim govori oko 330 milijuna ljudi. Naziva se i kastilskim, kastiljskim ili kastiljanskim (castellano), posebno u Južnoj Americi i u dvojezičnim područjima Španjolske. Ovo ime duguje svojemu podrijetlu iz pokrajine Kastilje.

## Razredba
Španjolski pripada skupini indoeuropskih jezika, točnije italskim jezicima. Među italskim se jezicima nalazi latinski od kojega su se razvili romanski jezici. Oni se pak dijele na istočnoromanske, južnoromanske i zapadnoitalske. Španjolski je dio upravo zapadnoitalskih jezika, a pripada užoj skupini zapadnoromanskih jezika, točnije iberoromanskim jezicima. Iberoromanski jezici imaju užu skupinu zapadnoiberskih jezika među kojima se nalaze i kastiljski jezici koji uključuju i španjolski.
Ukratko, razredba španjolskoga može se prikazati ovako:
Indoeuropski > italski > romanski > zapadnoitalski > zapadnoromanski > iberoromanski > zapadnoiberski > kastiljski.

## Fonologija
Španjolska fonologija uključuje sustav pet samoglasnika poput hrvatskoga jednostavniji od, primjerice, portugalskog, francuskog ili talijanskog jezika. Suglasnički je sustav ponešto neobičniji od onih drugih romanskih jezika.

### Samoglasnici
Španjolski ima pet samoglasnika: /a/, /e/, /i/, /o/ i /u/. Ovaj je sustav jako sličan onom hrvatskoga. Samoglasnici se ne reduciraju u nenaglašenim slogovima kao u engleskome pa su jednake kvalitete i u naglašenim i u nenaglašenim slogovima što je vidljivo i u tablici:
| naglašen | naglašen | naglašen  | nenaglašen | nenaglašen | nenaglašen      |
| riječ    | riječ    | značenje  | riječ      | riječ      | značenje        |
| -------- | -------- | --------- | ---------- | ---------- | --------------- |
| piso     | /ˈpiso/  | 'stupim'  | pisó       | /piˈso/    | 'stupio/la je'  |
| pujo     | /ˈpuxo/  | 'nudim'   | pujó       | /puˈxo/    | 'nudio/la je'   |
| peso     | /ˈpeso/  | 'težim'   | pesó       | /peˈso/    | 'težio/la je'   |
| poso     | /ˈposo/  | 'poziram' | posó       | /poˈso/    | 'pozirao/la je' |
| paso     | /ˈpaso/  | 'prođem'  | pasó       | /paˈso/    | 'prošao/la je'  |

Samoglasnici /i/ i /u/ uz druge samoglasnike postaju [j] i [w], ali još se zapisuju slovima ⟨i⟩ i ⟨u⟩. Samoglasnici imaju neke manje alofone.
Ima šest silaznih i osam uzlaznih dvoglasa.

### Suglasnici
Španjolski bezvučni plozivi (i afrikata /t͡ʃ/) te frikativi imaju iste zvučne parnjake: u hrvatskome glas /t/ ima zvučni parnjak /d/, a glas /s/ slaže se s glasom /z/. U španjolskome glasovi /t/ i /θ/ oboje imaju parnjak /d/.
Osim toga, glas /ʎ/ pojavljuje se samo u nekim dijalektima, a isto vrijedi za glas /θ/. Frikativ /ʃ/ prisutan je samo u nekim posuđenicama.
|                    | labijalni | labijalni | dentalni | dentalni | alveolarni | alveolarni | postalveolarni i palatalni | postalveolarni i palatalni | velarni | velarni |
| ------------------ | --------- | --------- | -------- | -------- | ---------- | ---------- | -------------------------- | -------------------------- | ------- | ------- |
| nazali             |           | m         |          |          |            | n          |                            | ɲ                          |         |         |
| plozivi i afrikate | p         | b         | t        | d        |            |            | tʃ                         | ʝ                          | k       | ɡ       |
| frikativi          | f         | b         | θ        | d        | s          |            | (ʃ)                        | ʝ                          | x       | ɡ       |
| lateralne likvide  |           |           |          |          |            | l          |                            | ʎ                          |         |         |
| dotičnici          |           |           |          |          |            | ɾ          |                            |                            |         |         |
| vibranti           |           |           |          |          |            | r          |                            |                            |         |         |

Napomena: glasovi /θ/ i /ʎ/ ne pojavljuju se u mnogim idiomima.
Fonemi /b/, /d/ i /ɡ/ izgovaraju se kao aproksimanti (uglavnom [β̞, ð̞, ɣ˕]) ili frikativi uvijek, osim kada se nađu iza pauze, nazalnog suglasnika ili (samo u slučaju glasa /d/) laterala jer se tada izgovaraju kao [b], [d] i [g]. Važno je napomenuti da se slova ⟨b⟩ i ⟨v⟩ izgovaraju jednako, to jest kao fonem /b/.
Fonem /ʝ/ izgovorom je sličan alofonu glasa /i/, to jest [j]. U pismu se razlikuju po tome što se /ʝ/ zapisuje kao y, a [j] kao i uz druge samoglasnike. Druga je razlika to što se /ʝ/ izgovara kao [ɟʝ] iza pauze, nazala ili laterala. Osim toga, [j] se pojavljuje samo na početku sloga. Primjer su riječi enyesar [eɲɟʝeˈsaɾ] ('gipsati', ima /ʝ/) aniego [aˈnjeɣo] ('poplava', ima [j]).
Sličan je slučaj između glasova [w] i rijetkoga glasa /w̝/: prvi se zapisuje slovom ⟨u⟩, a drugi dvoslovom ⟨hu⟩. Primjer su riječi deshuesar [dezw̝eˈsaɾ] ('otkoštati', ima /w̝/) i esuello [deˈsweʎo] ('deranje kože', ima [w]).

### Pismo
Španjolski se uglavnom drži svojih pravopisnih pravila poput hrvatskoga.
| Slovo | Kontekst pojave | IPA                                                                  | Primjeri                                                                                                   | Najsličniji hrvatski glas                                               |
| ----- | --- | -------------------------------------------------------------------- | --- | ----------------------------------------------------------------------- |
| b i v | na početku riječi nakon pauze ili nakon ⟨m⟩ ili ⟨n⟩ | [b]                                                                  | bestia; embuste; vaca; envidia                                                                             | hrvatsko b                                                              |
| b i v | svugdje drugdje (primjerice iza samoglasnika (čak i ako je dio druge riječi), iza suglasnika koji nisu ⟨m⟩ ili ⟨n⟩) | [β]                                                                  | bebé; obtuso; vivir; curva; mi bebé; mi vaca                                                               | hrvatsko v, ali zubi ne diraju usne, to jest jednostavno se napuče usne |
| c     | pred ⟨e⟩ ili ⟨i⟩ | [θ] (središnja i sjeverna Španjolska) ili [s] (većina drugih regija) | cereal; encima                                                                                             | prvi izgovor odgovara engleskomu th u thing, a drugi hrvatskomu s       |
| c     | pred zvučnim suglasnicima | [ɣ]                                                                  | anécdota                                                                                                   | slično h u strah ga je; zvučno h                                        |
| c     | svugdje drugdje | [k]                                                                  | casa; claro; vaca; escudo                                                                                  | hrvatsko k                                                              |
| ch    | svugdje | [tʃ] ili [ʃ] (ovisno o dijalektu)                                    | ocho; chícharo                                                                                             | hrvatsko č                                                              |
| d     | na početku riječi nakon pauze ili nakon ⟨l⟩ ili ⟨n⟩ | [d]                                                                  | dedo; cuando; aldaba                                                                                       | hrvatsko d                                                              |
| d     | svugdje drugdje | [ð]                                                                  | dádiva; arder; admirar; mi dedo; verdad                                                                    | slično engleskomu th u that                                             |
| f     | svugdje | [f]                                                                  | fase; café                                                                                                 | hrvatsko f                                                              |
| g     | pred ⟨e⟩ ili ⟨i⟩ | [x] ili [h]                                                          | general | slično hrvatskomu h, može biti ponešto jače poput njemačkoga ch u Buch  |
| g     | ne pred ⟨e⟩ ili ⟨i⟩ te ili na početku riječi nakon pauze ili iza ⟨n⟩ | [ɡ]                                                                  | gato; grande; vengo                                                                                        | hrvatsko g                                                              |
| g     | ne pred ⟨e⟩ i ⟨i⟩ svugdje drugdje | [ɣ]                                                                  | trigo; amargo; signo; mi gato                                                                              | slično h u strah ga je; zvučno h                                        |
| gu    | pred ⟨a⟩ ili ⟨o⟩ te ili na početku riječi nakon pauze ili iza ⟨n⟩ | [ɡw]                                                                 | guante; lengua                                                                                             | kombinacija g i w kao u engleskomu water                                |
| gu    | pred ⟨a⟩ ili ⟨o⟩ svugdje drugdje | [ɣw]                                                                 | agua; averiguar                                                                                            | kombinacija zvučnoga h i engleskoga w                                   |
| gu    | pred ⟨e⟩ ili ⟨i⟩ te ili na početku riječi nakon pauze ili iza ⟨n⟩ | [ɡ]                                                                  | guerra | hrvatsko g                                                              |
| gu    | pred ⟨e⟩ i ⟨i⟩ svugdje drugdje | [ɣ]                                                                  | sigue | slično h u strah ga je; zvučno h                                        |
| gü    | pred ⟨e⟩ ili ⟨i⟩ te ili na početku riječi nakon pauze ili iza ⟨n⟩ | [ɡw]                                                                 | güero, pingüino                                                                                            | kombinacija g i w kao u engleskomu water                                |
| gü    | pred ⟨e⟩ i ⟨i⟩ svugdje drugdje | [ɣw]                                                                 | averigüe                                                                                                   | kombinacija zvučnoga h i engleskoga w                                   |
| h     | svugdje | //                                                                   | hoy; hacer; prohibir; huevo; hielo                                                                         | ne izgovara se                                                          |
| h     | svugdje; u posuđenicama i imenima | [x] or [h]                                                           | hámster, hawaiano, hachís, yihad, haiku, dírham, Yokohama, Wahid                                           | slično hrvatskomu h, može biti ponešto jače poput njemačkoga ch u Buch  |
| hi    | pred samoglasnikom | [j] or [ʝ]                                                           | hierba; hielo                                                                                              | slično hrvatskomu j, ali može biti ponešto jače                         |
| hu    | pred samoglasnikom | [w]                                                                  | hueso; huevo                                                                                               | slično engleskomu w ili hrvatskomu v pred u kao u riječi vuk            |
| j     | svugdje | [x] or [h]                                                           | jamón; eje; reloj;                                                                                         | slično hrvatskomu h, može biti ponešto jače poput njemačkoga ch u Buch  |
| k     | rijetko, pojavljuje se u posuđenicama | [k]                                                                  | kilo, karate, okupa                                                                                        | hrvatsko k                                                              |
| l     | svugdje | [l]                                                                  | lino; alhaja; principal                                                                                    | hrvatsko l                                                              |
| ll    | svugdje | [ʎ], [ʝ] ili [dʒ] (ovisno o dijalektu)                               | llave; pollo                                                                                               | hrvatsko lj ili jako j ili dž, ovisno o dijalektu                       |
| m     | svugdje osim na kraju riječi | [m]                                                                  | madre; comer; campo                                                                                        | hrvatsko m                                                              |
| m     | na kraju riječi | [n] or [ŋ] (depending upon the dialect)                              | álbum | hrvatsko n u Ana ili u Anka, ovisno o dijalektu                         |
| n     | na kraju riječi | [n] or [ŋ] (depending upon the dialect)                              | sin | hrvatsko n u Ana ili u Anka, ovisno o dijalektu                         |
| n     | svugdje osim pred drugim suglasnicima | [n]                                                                  | nido; anillo; anhelo                                                                                       | hrvatsko n (u Ana)                                                      |
| n     | pred drugim suglasnicima | [m][ɱ][n][ɲ][ŋ]                                                      | inviernoconfitemundoenyesarcinco                                                                           | izgovorom se prilagođuje suglasniku kao u hrvatskome                    |
| ñ     | svugdje | [ɲ]                                                                  | ñandú; cabaña                                                                                              | hrvatsko nj                                                             |
| p     | svugdje | [p]                                                                  | pozo; topo; esposa                                                                                         | hrvatsko p                                                              |
| p     | u skupu ⟨pt⟩ | [β]                                                                  | optimista                                                                                                  | hrvatsko v, ali zubi ne diraju usne, to jest jednostavno se napuče usne |
| qu    | samo pred ⟨e⟩ i ⟨i⟩ | [k]                                                                  | quise | hrvatsko k                                                              |
| r     | word-initial, morpheme-initial, or after ⟨l⟩, ⟨n⟩, ⟨s⟩, or ⟨z⟩; in emphatic and oratorical or formal speech, may also be used instead of [ɾ] in syllable-final (especially before ⟨l⟩, ⟨m⟩, ⟨n⟩, ⟨s⟩, ⟨t⟩, or ⟨d⟩) and word-final positions (before pause or consonant-initial words only) | [r]                                                                  | rumbo; honra; alrededor; israelí; Azrael; subrayar; amor puro                                              | hrvatsko r                                                              |
| r     | svugdje drugdje | [ɾ]                                                                  | caro; bravo; partir; amor eterno                                                                           | kratko r                                                                |
| rr    | pojavljuje se samo između samoglasnika | [r]                                                                  | carro | hrvatsko r                                                              |
| s     | pred zvučnim suglasnicima | [z]                                                                  | isla; mismo; desde; jurisdicción;deshuesar; atisbo; presbítero; resbalar; rasgo; riesgo; desvelar; esvarar | hrvatsko z                                                              |
| s     | svugdje drugdje | [s]                                                                  | saco; casa; deshora; espita                                                                                | hrvatsko s                                                              |
| sh    | samo u posuđenicama | [ʃ] ili [tʃ] (ponekad [s])                                           | Áncash; Shanghái; Washington                                                                               | slično hrvatskomu š, ali moguće su varijacije                           |
| t     | svugdje | [t]                                                                  | tamiz; átomo                                                                                               | hrvatsko t                                                              |
| t     | pred zvučnim suglasnicima | [ð]                                                                  | atmósfera                                                                                                  | slično engleskomu th u that                                             |
| tl    | rijetko; uglavnom samo u posuđenicama iz nahuatlanskog | [tl] ili [tɬ]                                                        | tlapalería; cenzontle; Popocatépetl                                                                        | slično hrvatskomu tl, ali izgovoreno spojeno                            |
| tz    | rijetko; u posuđenicama | [ts]                                                                 | quetzal; Pátzcuaro                                                                                         | hrvatsko c                                                              |
| w     | rijetko; u posuđenicama | [w]                                                                  | waterpolo, taekwondo, kiwi, wau, Wahid, Taiwán                                                             | slično engleskomu w ili hrvatskomu v pred u kao u riječi vuk            |
| w     | rijetko, u posuđenicama iz njemačkoga i slično; na početku riječi nakon pauze ili iza ⟨m⟩ i ⟨n⟩ | [b]                                                                  | wolframio; Wamba; Wittenberg                                                                               | hrvatsko b                                                              |
| w     | rijetko, u posuđenicama iz njemačkoga i slično; gdje se god ne izgovara kao [b] | [β]                                                                  | Volkswagen, Ludwig                                                                                         | hrvatsko v, ali zubi ne diraju usne, to jest jednostavno se napuče usne |
| x     | između samoglasnika ili na kraju riječi | [ks] (ponekad [gz])                                                  | exacto; taxi; relax, exigente                                                                              | hrvatsko ks ili gz                                                      |
| x     | na početku riječi | [s]                                                                  | xenofobia                                                                                                  | hrvatsko s                                                              |
| x     | pred suglasnicima | [ks] ili [s]                                                         | extremo | hrvatsko ks                                                             |
| x     | u riječima posuđenicama iz nahautlanskoga (uglavnom toponimima) i španjolskim imenima s arhaičnim pravopisom | [x] ili [h]                                                          | México; Oaxaca; xiote; Texas; La Axarquía; Ximena; Ximénez; Mexía; Roxas                                   | slično hrvatskomu h, može biti ponešto jače poput njemačkoga ch u Buch  |
| x     | u posuđenicama iz jezika Amerikā, obično u toponimima | [ʃ] ili [tʃ] (ponekad [s])                                           | Xela; xocoyote                                                                                             | hrvatsko š ili č, ponekad s                                             |
| y     | kao polusamoglasnik (gotovo pa uvijek u dvoglasu) | [i] ili [j]                                                          | hay, soy                                                                                                   | hrvatsko j                                                              |
| y     | kao suglasnik | [j], [ʝ] ili [dʒ]                                                    | ya; yelmo; ayuno                                                                                           | hrvatsko j ili jako slabo ž ili dž                                      |
| z     | obično se ne pojavljuje pred ⟨e⟩ ili ⟨i⟩ | [θ] (središnja i sjeverna Španjolska) ili [s] (većina drugih regija) | zorro; paz; caza                                                                                           | prvi izgovor odgovara engleskomu th u thing, a drugi hrvatskomu s       |
| z     | pred zvučnim suglasnicima | [ð] (središnja i sjeverna Španjolska) ili [z] (većina drugih regija) | jazmín, juzgado, Aznar                                                                                     | prvi izgovor odgovara engleskomu th u this, a drugi hrvatskomu z        |

| Slovo | Kontekst pojave                                                     | IPA | Primjeri                        | Najsličniji hrvatski glas                                    |
| ----- | ------------------------------------------------------------------- | --- | ------------------------------- | ------------------------------------------------------------ |
| i     | pred samoglasnicima                                                 | [j] | aliada; cielo; amplio; ciudad   | hrvatsko j                                                   |
| hi; y | pred samoglasnicima                                                 | [ʝ] | hierba; hielo; ya; yelmo; ayuno | slično hrvatskomu j, ali ponešto jače                        |
| u     | pred samoglasnicima (ne izgovara se u ⟨qu⟩ ili ⟨gu⟩ pred ⟨e⟩ i ⟨i⟩) | [w] | cuadro; fuego; arduo            | slično engleskomu w ili hrvatskomu v pred u kao u riječi vuk |
| hu    | pred samoglansikom                                                  | [w̝] | hueso; huevo; Huila             | slično engleskomu w, ali ponešto jače                        |

| Slovo | IPA | Primjeri       | Najsličniji hrvatski glas |
| ----- | --- | -------------- | ------------------------- |
| a     | [a] | azahar         | hrvatsko a                |
| e     | [e] | vehemente      | hrvatsko e                |
| i     | [i] | dimitir; mío   | hrvatsko i                |
| y     | [i] | y              | hrvatsko i                |
| o     | [o] | boscoso        | hrvatsko o                |
| u     | [u] | cucurucho; dúo | hrvatsko u                |

## Povijest
Španjolski je jezik nastao u jugozapadnoj europskoj regiji, tada poznatoj kao iberski poluotok.

### Podrijetlo
Krajem VI. st. pr. Kr. Iberi, prvi stanovnici regije, počinju se miješati s Keltima, nomadskim i ratničkim plemenima koja se naseljavaju na područje Galicije u VII st.pr.Kr. Te dvije grupe formiraju jedan narod, nazvan Keltoiberi i razvijaju jezik koji je jedna vrsta keltskog, ali ipak razjedinjen, ovisno od plemena i područja gdje se govori. Zbog toga se do dolaska Rimljana, koji započinju osvajanje poluotoka 218. godine pr. Kr., još uvijek ne može govoriti o jednoj lingvističkoj formi.
Pod rimskom vlašću poluotok postaje poznat kao Hispania. Stanovnici dolaze u kontakt s rimskim trgovcima, vojnicima te državnim službenicima i na taj način uče latinski. Kako se klasični latinski, jezik obrazovanih, u cijelom rimskom carstvu počinje miješati s jezikom starosjedilaca, u ovom slučaju, Kelta, Ibera te Kartažana, nastaje novi jezik nazvan pučki latinski (lat. latin vulgar) koji koristi osnovni model klasičnog latinskog, ali se i dalje poprilično služi riječima starosjedilačkih jezika.

### Arapski utjecaj
Latinski ostaje jezik uprave i kulture i nakon provale Vizigota u V. st., plemena s istoka današnje Njemačke sve do 711. g. kada Arapi, tj. Mauri sa sjevera Afrike (u Španjolskoj poznati kao los Moros) osvajaju skoro cijelo područje poluotoka, osim dijela današnje Galicije i Asturije. Tako se arapski jezik, tj. mozarapski dijalekt i kultura počinje govoriti u islamskoj Hispaniji (arap. Al Andaluz), a na kršćanskom sjeveru pučki latinski ostaje i dalje narodnim jezikom, kojeg Arapi nazivaju lisan al ayam u prijevodu 'strani jezik'. Arapski je nakon latinskog imao najveći utjecaj na razvoj španjolskog jezika. Računa se da u modernom španjolskom,  otprilike, četiri tisuće riječi ima korijen u arapskom jeziku.
Kršćanska kraljevstva sa sjevera godine 1492. dolaze do potpune vojne i političke kontrole nad cijelim područjem poluotoka, zauzimanjem posljednjeg grada u arapskom posjedu, Granade. Nakon toga dolazi do naseljavanja kršćanskog stanovništva te se pučki latinski vraća kao dominantan jezik.

### Standardizacija
Prva etapa stardardiziranog španjolskog jezika baziranog na kastiljskom dijalektu počinje 1200. g. kada kralj Kastilje i Leona Alfons X. Mudri, poznat i kao kralj erudit (lat. učenjak), daje zadatak jezikoslovcima sa svoga dvora da prevedu Bibliju te djela iz astronomije, povijesti i prava.
Drugi značajniji trenutak u razvoju jezika koji postaje standardnim dogodilo se povijesne 1492. godine koja je označila španjolsku povijest kako Kolumbovim otkrićem Amerike i preuzimanjem Granade, što je već ranije navedeno, tako i izdavanjem prve kastiljske gramatike kojoj je bio autor Elio Antonio de Nebrija, humanista sa sveučilišta u Salamanci, koji je bio i autor hispansko-latinskoga rječnika sadržanog u dva sveska, naziva Vocabularium.

## Rasprostranjenost
Dok se na svjetskoj listi jezika koji se najviše govore nalazi na trećem ili četvrtom mjestu (ovisno o izvorima), dotle se na listi najvažnijih jezika španjolski jezik nalazi na drugom mjestu, odmah poslije engleskog, s gotovo 400 milijuna izvornih govornika. Najrašireniji je jezik na svijetu poslije kineskoga.
Najveći broj živi u sljedećim zemljama: Španjolska, matična država (28 200 000, 1986.), Meksiko (86 200 000, 1995.), Kolumbija (34 000 000, 1995.), Argentina (33 000 000, 1995.), SAD (28 100 000, 2000.), Venezuela (21 500 000, 1995.), Peru (20 000 000, 1995.), Čile (13 800 000, 1995.), Kuba (10 000 000, 1995.), Ekvador (9 500 000, 1995.), Dominikanska Republika (6 890 000, 1995.), Salvador (5 900 000, 1995.), Honduras (5 600 000, 1996.), Nikaragva (4 350 000, 1995.), Bolivija (3 480 000, 1995.), Portoriko (3 440 000, 1996.), Urugvaj (3 000 000, 1995.), Kostarika (3 300 000, 1995.), Panama (2 100 000, 1995.). Zbog raslojenosti na različite nacionalne standardne varijante španjolski jezik se u sociolingvistici smatra policentričnim standardnim jezikom poput skoro svih drugih većih indoeuropskih jezika.
Iako je španjolski jezik najraspostranjeniji u Latinskoj Americi, zastupljen je na svim kontinentima:
- Amerika: Službeni je u Argentini, Boliviji, Republici Čile, Kolombiji, Kostarici, na Kubi, Ekvadoru, El Salvadoru, Gvatemali, Hondurasu, Meksiku, Nikaragvi, saveznoj državi New Meksiko (SAD), Panami, Paragvaju, Peruu, u Portoriku (SAD), Dominikanskoj Republici,  Urugvaju i Venezueli, ali prisutnost španjolskog jezika je također važna i u Sjedinjenim Američkim Državama, Nizozemskim Antilima, Belizeu, Trinidad i Tobagu i nekim malenim područjima Brazila, Kanade i Haitija.

- Afrika: Kanarski otoci, Ceuta, Melilla, i neka područja Maroka; službeni je u Ekvatorkoj Gvineji i Zapadnoj Sahari. Od 11. listopada 2001. španjolski jezik je jedan od službenih jezika Afričke Unije zajedno s arapskim, francuskim, engleskim, portugalskim i svahilijem.

- Antartik: Argentina, Čile, Španjolska i Peru su ustanovili baze na tom dijelu svijeta

- Europa: službeni je u Španjolskoj, a također se rabi u Andori i Gibraltaru. Jezgre iseljenika također su u Njemačkoj, Francuskoj, Italiji, Češkoj Republici i Švicarskoj. Jedan je od službenih jezika Europske unije

- Australija: sedmi je jezik koji se najviše govori (oko 97 000 prema popisu iz 2001.), uglavnom iseljenici sa španjolskoga govornog područja

- Azija: malobrojni iseljenici u Saudijskoj Arabiji, manjina na Filipinima (2658 prema popisu iz 1990.), Izrael (od 100 000 do 160 000), nešto iseljenika u Japanu, Kuvajtu i Turskoj (od 20 00 do 30 000)

- Oceanija: Sveukupno oko 3000 govornika na Rapanui (Uskršnji otok (Čile)). Na Guamu i Marijanskim otocima španjolski je jezik izumro, a pojavljuje se u nekim pojavnim oblicima lokalnih jezika.

### Popis zemalja španjolskoga jezika
| Zemlje sa značajnim brojem govornika španjolskog jezika | Zemlje sa značajnim brojem govornika španjolskog jezika |
| Prema abecedi | Prema broju izvornih govornika |
| --- | --- |
| 1. Andora (40 000) 2. Argentina (41 248 000) 3. Aruba (105 000) 4. Australija (150 000) 5. Austrija (1970) 6. Belize (130 000) 7. Bolivija (7 010 000) 8. Bonaire (5700) 9. Brazil (19 700 000) 10. Kanada (272 000) 11. Čile (15 795 000) 12. Kina (250 000) 13. Kolumbija (45 600 000) 14. Kostarika (4 220 000) 15. Kuba (11 285 000) 16. Curaçao (112 450) 17. Dominikanska Republika (8 850 000) 18. Ekvador (10 946 000) 19. Salvador (6 859 000) 20. Ekvatorska Gvineja (447 000) 21. Finska (17 200) 22. Francuska (2 100 000) 23. Francuska Gvajana (13 000) 24. Njemačka (410 000) 25. Gvatemala (8 163 000) 26. Gvajana (198 000) 27. Haiti (1 650 000) 28. Honduras (7 267 000) 29. Izrael (160 000) 30. Italija (455 000) 31. Japan (500 000) 32. Kuvajt (1700) 33. Libanon (2300) 34. Meksiko (106 255 000) 35. Maroko (960 706) 36. Nizozemska (17 600) 37. Novi Zeland (26 100) 38. Nikaragva (5 503 000) 39. Panama (3 108 000) 40. Paragvaj (4 737 000) 41. Peru (26 152 265) 42. Filipini (2 900 000) 43. Portugal (1 750 000) 44. Portoriko (4 017 000) 45. Rumunjska (7000) 46. Rusija (1 200 000) 47. Španjolska (44 400 000 ) 48. Južna Koreja (90 000) 49. Švedska (39 700) 50. Švicarska (172 000) 51. Trinidad i Tobago (32 200) 52. Turska (29 500) 53. SAD (41 000 000) 54. UK (900 000) 55. Urugvaj (3 442 000) 56. Američki Djevičanski Otoci (3980) 57. Venezuela (26 021 000) 58. Zapadna Sahara (341 000) | 1. Meksiko (106 255 000) 2. Kolumbija (45 600 000) 3. Španjolska (44 400 000) 4. Argentina (41 248 000) 5. SAD (41 000 000) 6. Peru (26 152 265) 7. Venezuela (26 021 000) 8. Brazil (19 700 000) 9. Čile (15 795 000) 10. Kuba (11 285 000) 11. Ekvador (10 946 000) 12. Dominikanska Republika (8 850 000) 13. Gvatemala (8 163 000) 14. Honduras (7 267 000) 15. Bolivija (7 010 000) 16. Salvador (6 859 000) 17. Nikaragva (5 503 000) 18. Paragvaj (4 737 000) 19. Kostarika (4 220 000) 20. Portoriko (4 017 000) 21. Urugvaj (3 442 000) 22. Panama (3 108 000) 23. Filipini (2 900 000) 24. Francuska (2 100 000) 25. Portugal (1 750 000) 26. Haiti (1 650 000) 27. Rusija (1 200 000) 28. Maroko (960 706) 29. UK (900 000) 30. Japan (500 000) 31. Italija (455 000) 32. Ekvatorska Gvineja (447 000) 33. Njemačka (410 000) 34. Zapadna Sahara (341 000) 35. Kanada (272 000) 36. Kina (250 000) 37. Gvajana (198 000) 38. Švicarska (172 000) 39. Izrael (160 000) 40. Australija (150 000) 41. Belize (130 000) 42. Curaçao (112 450) 43. Aruba (105 000) 44. Južna Koreja (90 000) 45. Andora (40 000) 46. Švedska (39 700) 47. Trinidad i Tobago (32 200) 48. Turska (29 500) 49. Novi Zeland (26 100) 50. Nizozemska (17 600) 51. Finska (17 200) 52. Francuska Gvajana (13 000) 53. Rumunjska (7000) 54. Bonaire (5700) 55. Američki Djevičanski Otoci (3980) 56. Libanon (2300) 57. Austrija (1970) 58. Kuvajt (1700) |

## Španjolski ili kastiljanski
U Španjolskoj se izraz španjolski jezik rabi u usporedbi s jezicima izvan Španjolske. U usporedbi s jezicima u Španjolskoj upotrebljava se kastiljanski jezik. Za vrijeme diktature Francisca Franca jezik se službeno nazivao španjolski, a je službena uporaba lokalnih romanskih jezika bila zabranjena. Zbog toga se u nekim dijelovima španjolske izraz španjolski jezik smatra uvredljivim.
U zemljama Latinske Amerike ta uporaba ovisi od zemlje do zemlje.
Ondje gdje se rabi izraz španjolski, oblik kastiljanski jezik označava oblik kakav se u govori u samoj Španjolskoj ili na području same Kastilje.

## Vanjske poveznice
- Ethnologue (14th)
- Ethnologue (15th)
- Instituto de Cervantes
- Španjolska kraljevska akademija